# Boekbinder

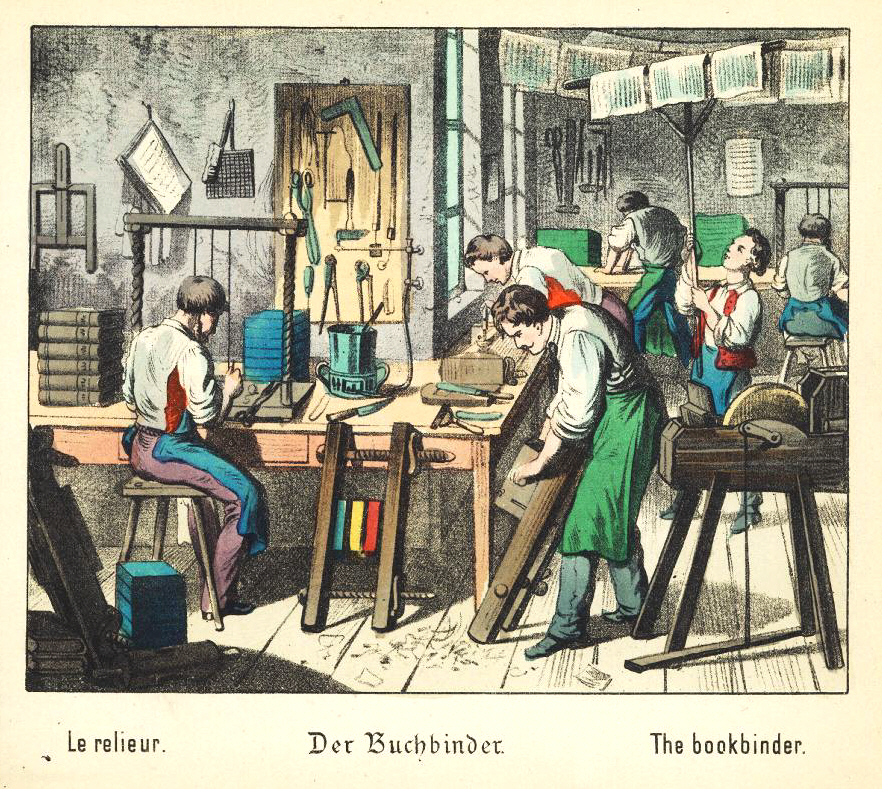
Der Buchbinder (de Boekbinder) uit het Duitse kinderboek Was willst du werden (± 1880)

Een boekbinder is iemand die boeken inbindt. De boekbinder voert de laatste werkzaamheden in de boekproductie uit. De werkzaamheden beginnen na het drukken van de inhoud en de omslag.
Het boekblok wordt gelijmd of genaaid in de boekband. De boekband kan versierd worden met goud (bijvoorbeeld een supralibros), blindstempels, laminering of afbeeldingen. Ter bescherming kan er ook nog een stofomslag om het boek gevouwen worden.
Oorspronkelijk was het binden van boeken handwerk. Tegenwoordig worden de meeste boeken machinaal gebonden. Het handmatig binden van boeken wordt nog wel gedaan voor restauratie en bijzondere uitgaven.